# فرانک فیلدینگ
فرانک فیلدینگ (انگلیسی: Frank Fielding؛ زادهٔ ۴ آوریل ۱۹۸۸) یک بازیکن فوتبال اهل بریتانیا است.